# 崇德城墙

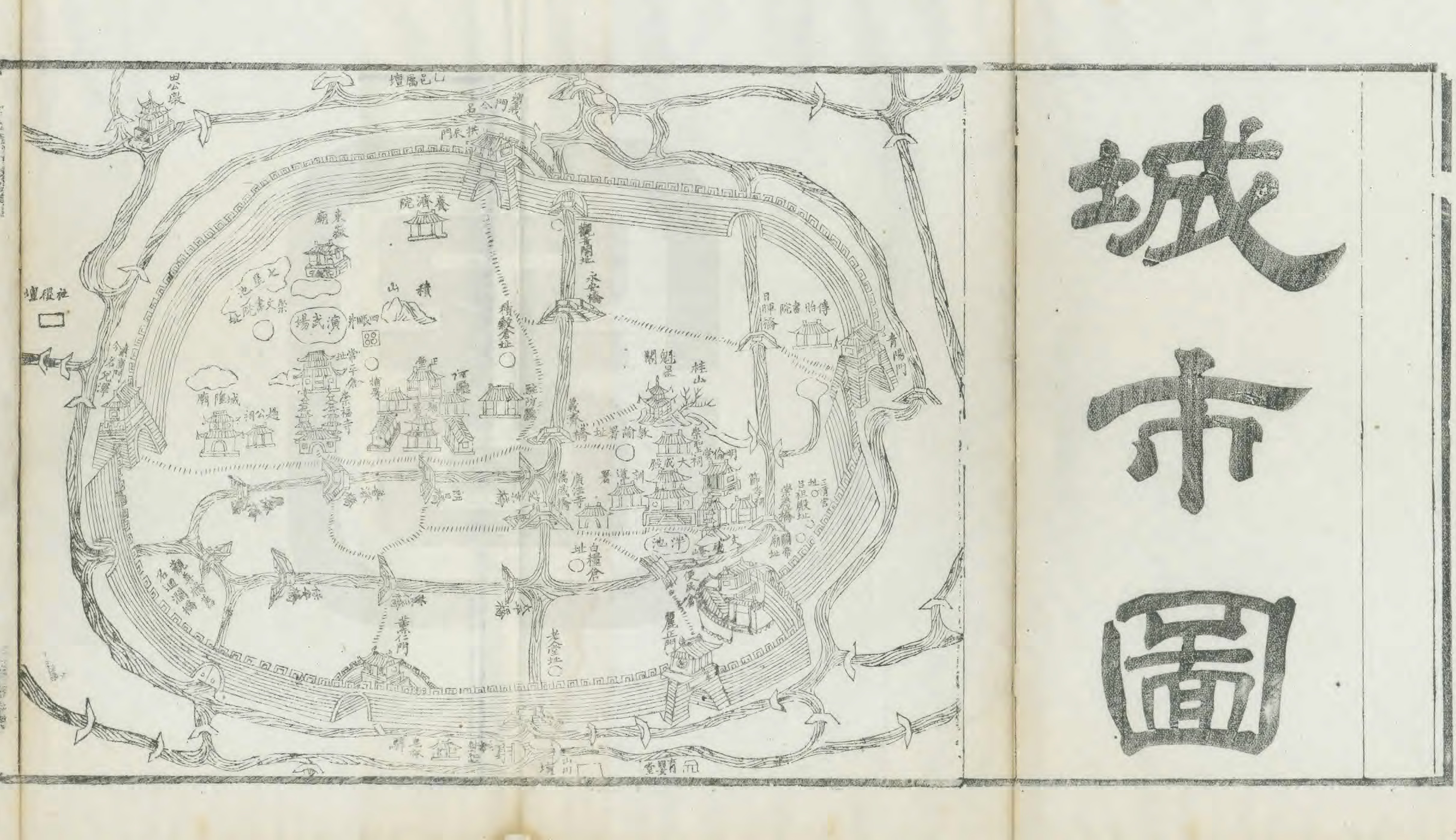
清光绪五年（1879）《石门县志》城市图。

崇德城墙为旧崇德县城城墙，位于今中华人民共和国浙江省嘉兴市桐乡市西南部崇福镇，始建于元至正二十八年（1368），大部分于20世纪50年代拆除，仅余残迹及护城河。

## 历史
崇德为后晋天福三年（938）置县，属秀州，县治设于义和市。清康熙元年至民国三年（1662-1914）曾改名石门县。1958年并入桐乡县，原县治成为桐乡县的县辖镇崇福镇（得名于城内的崇福寺）。
建县之初原无城池，元至正二十八年（1368）为抵御张士诚始筑城墙，明洪武十九年（1386）海盐有倭寇来犯，城墙被拆除以筑乍浦所城。天顺年间复筑四座城门，嘉靖三十四年（1555）为抵御倭寇复筑城墙，次年五月竣工。
1957年因雨季泥土松落、恐发生意外而拆除西、北二门，1958至1959年“大跃进”期间为兴修水利大规模拆除城墙，砖石被拆运至农村修筑机埠水渠，现城墙仅存位于小南门和西门竹行桥附近的两处遗迹，其中小南门附近的墙段位于城墙弄，长10余米，宽20米。现状中心城区的街巷格局基本未变，护城河保存完整，部分水域尚在通航，其上尚存一座古桥司马高桥。

## 规划与建筑
至正时所筑的城墙城周五里三十步，设陆门四座，水门三座，护城河宽七丈（约22.4米），深二丈二尺（约7.04米）。嘉靖时所筑的城墙周七里三十步，高二丈七尺（约8.64米），厚一丈五尺（约4.8米），设陆门五座，水门五座，五座陆门分别为东门青阳门、西门素商门（后改名兑泽门）、南门薰仁门、小南门丽正门和北门朔义门（后改名拱辰门），其中南北两门于嘉靖三十九年（1560）加筑瓮城，水门分东水门、西水门、西南水门、南水门和北水门，清乾隆二十四年（1759）填塞三座，余西水门和北水门，护城河周八里五十三步。1936年为方便交通在南门与小南门之间新开中正门，1949年改名解放门。
开凿于隋大业六年（610）的京杭大运河崇德段原南北向穿城而过，嘉靖筑城时按照邑绅吕希周的建议，将运河改道东向绕城，东面以运河兼作护城河，既通舟楫，又利防卫，人称“崇德吕希周，直塘改作兜”。城内运河故道改称市河，与东西向的县前河、宫前河（因分别位于县署和天清宫前而得名）交汇，为城中主要水道。1971年为提高运输能力，由桐乡县政府将运河截弯取直，重新疏浚拓宽市河为运河主航道，恢复明代改造之前的格局，同时县前河与宫前河均被填没，改为崇德路与宫前路。1997年再次于镇西另辟崇福段新运河（马桥至北三里桥）作为运河主航道，至此运河主航道不再经过旧城区。
原市河以东主要为教育和仓储建筑，有学宫、传贻书院和白粮仓等，市河以西、县前河以北主要为衙署和寺庙建筑，有县署、崇福寺（又称西寺）、城隍庙和驻防营等，市河以西、县前河以南主要为商业街市。今城内尚存学宫和崇福寺的部分建筑，以及以横街和县街为代表的传统街区，其中学宫（崇德县学文庙）位于今中山公园内，民国二十二年（1933）辟为中山公园，今尚存棂星门、大成殿和文璧巽塔等，崇福寺位于今崇德路中段，大部分于清咸丰十一年（1861）毁于太平天国战乱，仅存金刚殿。